# Pośredni Jastrzębi Karb
Pośredni Jastrzębi Karb (słow. Prostredná karbunkulová štrbina, niem. Mittlere Rotseekerbe, węg. Középső-Vöröstavi-rés) – płytka przełęcz w środkowym fragmencie Jastrzębiej Grani w słowackiej części Tatr Wysokich. Oddziela ona od siebie dwa z trzech Jastrzębich Kopiniaków – Zadniego Jastrzębiego Kopiniaka na zachodzie i Pośredniego Jastrzębiego Kopiniaka na wschodzie.
Stoki północne opadają z przełęczy do Doliny Jagnięcej, południowe – do Doliny Jastrzębiej. Do Doliny Jagnięcej zbiega z Pośredniego Jastrzębiego Karbu długi żleb z progami. Z kolei na południe z przełęczy opada długa depresja, kończąca się urwiskami ponad Pośrednią Kopiniakową Drabiną.
Na Pośredni Jastrzębi Karb, podobnie jak na inne obiekty w Jastrzębiej Grani, nie prowadzą żadne znakowane szlaki turystyczne. Najdogodniejsza droga dla taterników wiedzie na siodło granią od Jastrzębiej Przełęczy, natomiast wejście od strony Doliny Jastrzębiej jest nadzwyczaj trudne (V+ w skali UIAA).
Pierwsze wejścia:
- letnie – P. Geruska, Gyula Gretzmacher, Alfréd Grósz i R. Krémusz, 23 lipca 1905 r., przy przejściu granią,
- zimowe – Jadwiga Honowska, Zofia Krókowska i Jan Alfred Szczepański, 5 kwietnia 1928 r., przy przejściu granią[2].

Czasami w literaturze pojawia się błędna polska nazwa siodła: Pośrednia Szklana Szczerbina (Prostredná sklenená štrbina).